# Alessandro Mannini
Alessandro Mannini (Viareggio, 26 agosto 1957) è un allenatore di calcio ed ex calciatore italiano, di ruolo portiere.

## Biografia
È padre di Daniele Mannini anch'egli ex calciatore.

## Carriera

### Giocatore
Cresciuto nelle giovanili del Viareggio, nel 1978 passò al Pisa, in Serie C1, dopo la promozione in Serie C2 della squadra bianconera. Col club toscano disputò nove stagioni (una in Serie C1, cinque in Serie B e tre in Serie A), diventando uno dei protagonisti del Pisa dell'era Anconetani. Esordì in massima serie nella stagione 1982-1983, in Cesena-Pisa (0-0). Lasciò il club al termine della stagione 1986-1987, in cui vinse per la seconda volta il campionato di Serie B col Pisa.
Giocò poi nel Bari, disputando due campionati di Serie B ed uno di Serie A. Successivamente giocò nelle file di Pescara (Serie B), Fiorentina (Serie A) e Cremonese (Serie A). Nel 1994, lasciata la Cremonese, si trasferì al Viareggio, quell'anno piombato in Eccellenza a seguito del fallimento, vincendo il campionato. Si ritirò nel 1996.

### Allenatore
Terminata la carriera da calciatore, divenne un preparatore dei portieri. Nel 1996 fu il preparatore dei portieri del Pisa, ruolo che ricoprì per nove stagioni. Nel febbraio del 1998, a seguito dell'esonero di Roberto Clagluna, gli fu affidata temporaneamente la guida della prima squadra.
Nel 2002 entrò nello staff tecnico dell'Italia Under-21 in qualità di preparatore dei portieri. Collaborò col commissario tecnico Claudio Gentile fino al 2004, prendendo parte a due Europei, di cui uno vittorioso (2004).
Nel 2005 si trasferì al Viareggio, restandovi per sei stagioni. Nella stagione 2011/12 allenò i portieri del Grosseto.
Terminata l'esperienza al Grosseto, allenò i portieri del Venezia, sedendo anche in panchina in occasione della squalifica dell'allenatore Stefano Sottili. Nel luglio del 2013 si trasferì al Novara, entrando nello staff tecnico di Alfredo Aglietti. Nel novembre del 2013 l'allenatore e tutto il suo staff vennero esonerati, salvo poi essere richiamati nel febbraio del 2014.
Nel febbraio del 2015 divenne il preparatore dei portieri della Pistoiese, collaborando nuovamente con Stefano Sottili dopo l'esperienza al Venezia.
Nel giugno del 2015 si accasò al Viareggio 2014, società nata l'anno precedente dopo il fallimento del Viareggio, ricoprendo il duplice ruolo di preparatore dei portieri e di vice dell'allenatore Alessandro Pierini. La stagione seguente Mannini collaborò col nuovo allenatore Marco Masi, occupandosi esclusivamente dei portieri. La prima parte del campionato fu caratterizzata da gravi problemi economici, che minarono la serenità dell'ambiente. Ad ottobre, in occasione della sconfitta per 0-1 contro il Recco, a causa di un'autorete, la squadra venne addirittura accusata di combine. Il tecnico Masi, quindi, si vide costretto a smentire categoricamente tali illazioni, sottolineando la professionalità del suo staff e dei giocatori, nonostante le difficoltà economiche della società. Il 10 dicembre 2016 il tecnico e il suo staff rassegnarono le dimissioni. Il 28 marzo 2017 la società, che nel frattempo a dicembre era riuscita ad evitare il fallimento, nonostante l'addio del direttore sportivo, dell'allenatore e di ben 17 giocatori, affidò la squadra al tecnico Carlo Bresciani, richiamando Mannini come preparatore dei portieri. Mannini proseguì con Bresciani anche la stagione seguente, mentre nell'annata 2018-2019 entrò nello staff di Luigi Pagliuca, lasciando la società dopo il licenziamento del tecnico, avvenuto il 7 gennaio 2019.

### Fuori dal campo
Ha partecipato come opinionista al programma televisivo sulle vicende del Pisa "Il neroazzurro" per la televisione locale pisana 50 Canale.

## Palmarès

### Competizioni nazionali
- Campionato italiano di Serie B: 2

Pisa: 1984-1985, 1986-1987

### Competizioni regionali
- Eccellenza: 1

Viareggio: 1994-1995

### Competizioni internazionali
- Coppa Mitropa: 2

Pisa: 1985-1986
Bari: 1990